# Епігеосинклінальні гори
Епігеосинклінальні гори (рос. эпигеосинклинальные горы, англ. epigeosyncline mountains; нім. Epigeosynklinalsgebirge n) — гори, які виникли в орогенний етап тектонічного циклу, що йшов безпосередньо за геосинклінальним етапом того ж циклу.
Складені відносно слабко консолідованими породами.
Орографічні елементи часто збігаються зі складчастими структурами крупних порядків. Характерний вулканізм (сучасний або неоген-четвертинний).
У сучасну геологічну епоху до епігеосинклінальних гір належать гори, що сформувалися в альпійській геосинклінальній області (наприклад, Альпи, Карпати, Кавказ, Копетдаг та інші).